# Ebrietas
Ebrietas is een geslacht van vlinders van de familie dikkopjes (Hesperiidae), uit de onderfamilie Pyrginae.

## Soorten
- E. anacreon (Staudinger, 1876)
- E. badia (Plötz, 1884)
- E. elaudia (Plötz, 1884)
- E. evanidus Mabille, 1897
- E. infanda (Butler, 1876)
- E. osyris (Staudinger, 1876)
- E. sappho Steinhauser, 1974